# Femme Faune debout
 (avril 2021).
Si vous disposez d'ouvrages ou d'articles de référence ou si vous connaissez des sites web de qualité traitant du thème abordé ici, merci de compléter l'article en donnant les références utiles à sa vérifiabilité et en les liant à la section « Notes et références ».
Femme Faune Debout ou Faunesse debout est une sculpture réalisée par Auguste Rodin en 1910. 

## Description
Elle est sculptée dans du marbre blanc et ses dimensions sont 70,1 x 44,7 x 38,4 cm.
L'œuvre représente la conception d'un être de nature hybride qui est mi-humain et mi-bélier. Sur le côté gauche de la base, elle est signée « À Miss Gladys Deacon / Auguste Rodin », témoignant de la relation étroite entre l'artiste et Gladys Deacon.